# مير ويس الهوتكي
مير ويس خان بن سليم خان الهوتَكي (بالبشتوية: ميرويس خان هوتَک أو ميرويس خان هوتَکي) مؤسس الدولة الهوتكية في أفغانستان، حكم من 1709 م إلى 1715 م بعد أن قاد ثورة ضد الصفويين في قندهار
اغتيل مير ويس الهوتكي على يد أخيه الشاه عبد العزيز الهوتكي، لكن ابن مير ويس الشاه محمود الهوتكي انتقم لمقتل ابيه وقتل عمه واستعاد الحكم.